# Albaniens fascistiska parti
Albaniens fascistiska parti (på albanska Partia Fashiste e Shqipërisë, i förkortning PFsh) var ett fascistiskt politiskt parti i Albanien. Efter Italiens annektering av Albanien år 1939 blev partiet upprättat på initiativ av italienarna. PFsh fungerade som en avläggare till italienska Partito Nazionale Fascista och alla partimedlemmar svor trohet till Benito Mussolini. PFsh var det ockuperade Albaniens enda tillåtna parti och alla albaner i tjänst hos Italien var tvungna att skriva in sig som medlemmar i partiet. PFsh blev upplöst då Italien kapitulerade år 1943 och fick sin efterföljare i det nazistiska ”Storalbaniens garde” under den nazityska ockupationen.